# Miss Universe Slovenije 2011
Miss Universe Slovenije 2011 je bilo lepotno tekmovanje, ki je potekalo 2. julija 2011 v studiu VPK.
Prireditev je vodila Lili Žagar, prenašal jo je 1. program TV SLO.

## Uvrstitve in nagrade
- zmagovalka Ema Jagodić, 21 let, Ljubljana, avto Toyota Auris Hybrid, mobilni telefon HTC Wildfire S (pokrovitelj Mobitel), čevlji Humanic, kopalke Calzedonia, obleke veleblagovnice Midas, izdelki Premium (pokrovitelj Mercator) in enomesečni filmski tečaj v New Yorku.
- 1. spremljevalka Ajda Sitar, Domžale
- 2. spremljevalka in miss fotogeničnosti Nataša Naneva, 24 let, Kranj

Vse tekmovalke so dobile pakete Kozmetike Afrodita ter zlati šampanjec in verižico s svojim imenom Zlatarne Celje.

## Žirija
Vodil jo je Mitja Podgajski (direktor TV Idea), v njej so sedeli še Tjaša Kokalj, Erik Ferfolja (organizator izbora Mister Slovenije), Iryna Osypenko (manekenka) in Matej Komar (modni frizer). 

## Glasbeni gostje
Nastopili so Bro, 6pack Čukur, Hamo z godalnim kvartetom Escape, Marko Vozelj in Samo Kozlevčar z otroškim zborom Pinokio.

## Kritike
Voditeljica je imela težave s slabim ozvočenjem. Tomaž Mihelič (član skupine Sestre in modni agent) je bil nad izbiro zmagovalke razočaran, saj je bila po njegovem bolj primerna za tekmovanje Lepa soseda in med prisotnimi v dvorani všeč le svoji družini. Žirant Erik Frfolja je izrazil dvom v to, da bo Jagodićeva presegla 11. mesto Tjaše Kokalj, ji je pa želel srečo. Odsotnost lepših deklet na lepotnih tekmovanjih si je razlagal s tem, da se nočejo izpostavljati, da imajo že manekensko kariero ali pa jim organizatorji ne dajo dovolj konkretnih razlogov za prijavo.